# Stanisław Żółkiewski

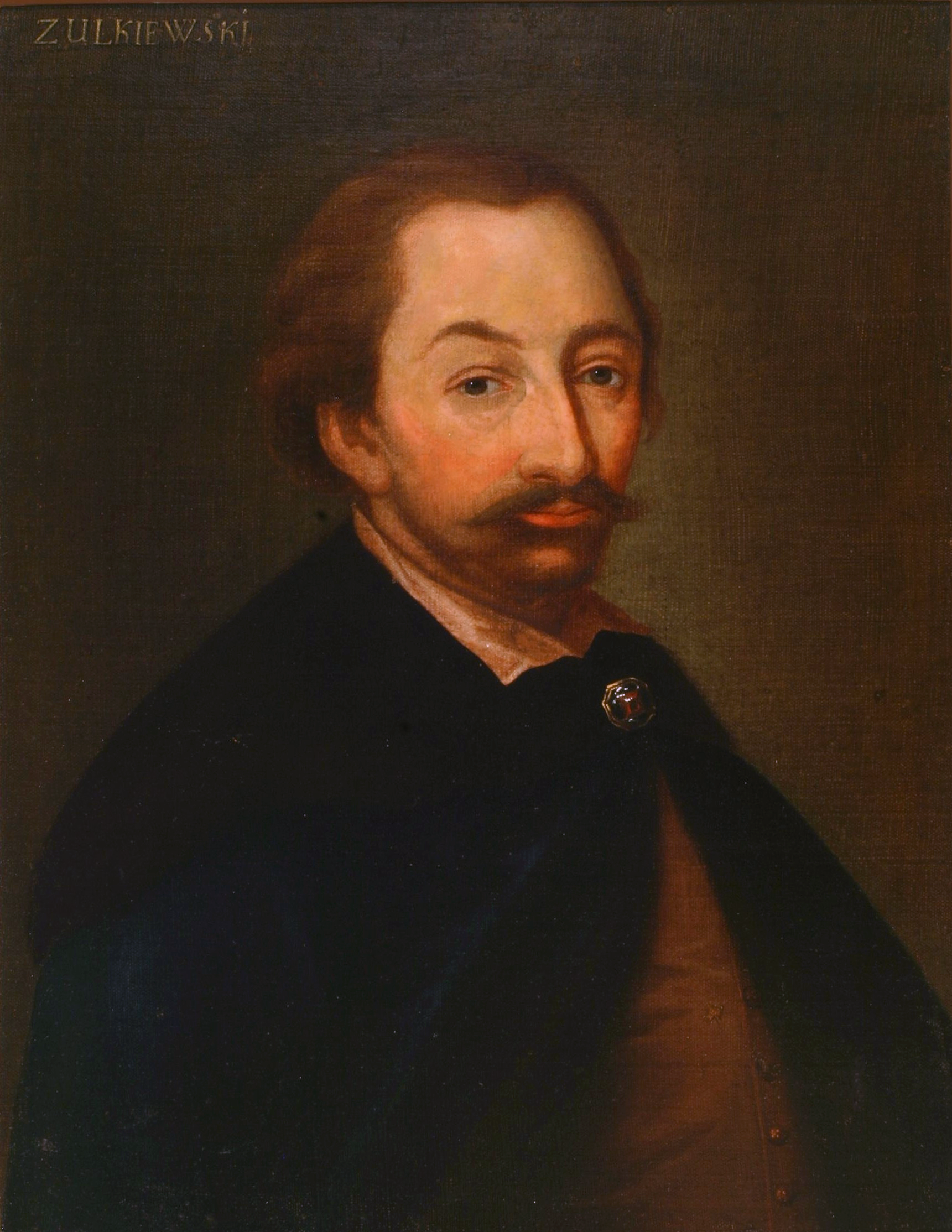
Stanisław Żółkiewski.

Stanisław Żółkiewski, född 1547, död 7 oktober 1620, var en polsk härförare.
Zolkiewski tjänade först under Jan Zamoyski, blev vojevod av Kiev och utmärkte sig i krig mot de upproriska kosackerna, som han betvingade 1596, och mot svenskarna i Livland. 
Sin egentliga ryktbarhet vann han genom kriget i Ryssland, där han som kronhetman ryckte in 1610 för att genomföra kung Sigismunds planer på att kontrollera Rysslands tron. Han besegrade den svensk-ryska hären vid Klusjino 1610, tvingade bojarrådet att hylla Vladislav Vasa som tsar, besatte Moskva samt ryckte sedan med den avsatte tsar Vasilij som sin fånge mot Smolensk. 
År 1617 förde han befälet över de polska trupperna mot tatarerna i Krim och Osmanska riket, men tvingades samma år att sluta ett för honom ofördelaktigt fördrag med den osmanske sultanen. Då han 1620 återigen var i strid med osmaner och tatarer, stupade han med en stor del av sin här när han skulle gå över Dnjestr.